# Austria en los Juegos Olímpicos de Sapporo 1972
Austria estuvo representada en los Juegos Olímpicos de Sapporo 1972 por un total de 40 deportistas que compitieron en 8 deportes.  
El portador de la bandera en la ceremonia de apertura fue el atleta de luge Manfred Schmid.

## Medallistas
El equipo olímpico austríaco obtuvo las siguientes medallas:
| Nombre                | Deporte            | Competición       |
| --------------------- | ------------------ | ----------------- |
| Oro                   |                    |                   |
| Beatrix Schuba        | Patinaje artístico | Individual F      |
| Plata                 |                    |                   |
| Annemarie Moser-Pröll | Esquí alpino       | Descenso F        |
| Annemarie Moser-Pröll | Esquí alpino       | Eslalon gigante F |
| Bronce                |                    |                   |
| Heinrich Messner      | Esquí alpino       | Descenso M        |
| Wiltrud Drexel        | Esquí alpino       | Eslalon gigante F |